# Марія Христина, герцогиня Тешенська
Марія Христина Іоанна Йосефа Антонія, герцогиня Тешенська (нім. Maria Christina Johanna Josepha Antonia von Habsburg-Lothringen; 13 травня 1742 — 24 червня 1798, Відень) — донька Марії-Терезії Австрійської та Франца I, імператора Священної Римської імперії. У колі сім'ї її називали «Мімі». Губернаторка Австрійських Нідерландів у 1781—1793 роках.

## Життєпис

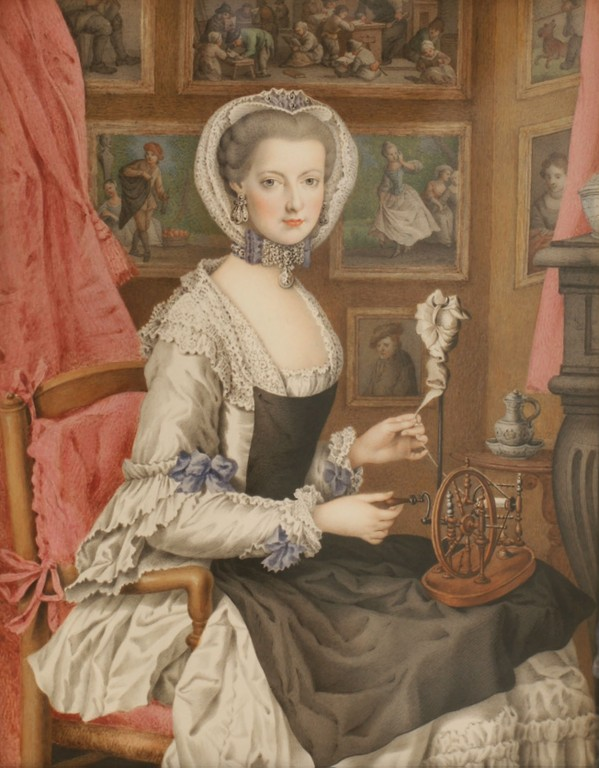
Марія Христина Австрійська

Народилася 13 травня 1742 у Відні, Австрія, четвертою дочкою і п'ятою дитиною Франца і Марії-Терезії. Була улюбленою дитиною матері, дуже розумною, художньо обдарованою і, до того ж, надзвичайно вродливою. Любов, яку мати-імператриця їй виказувала, викликала інтенсивні ревнощі братів і сестер, особливо в Йосипа II.
З 1760 року мала бурхливі стосунки з Ізабеллою Пармською, першою дружиною Йосипа, відображені у близько 200 листах їхньої переписки. Жінок поєднувала не тільки любов до музики та мистецтва, а й глибоке взаємне кохання. Ізабелла (чиї листи збереглися) неодноразово зізнавалась Марії Христині в своїх почуттях, назвала другу доньку на її честь. Кохання було взаємним і стосунки закінчились лише з передчасною смертю Ізабелли від натуральної віспи, яка спричинила передачасні пологи на 6-му місяці вагітності, у віці 21 року.